# Christian Offenbacher
Christian Offenbacher (* 29. Februar 1988) ist ein österreichischer Handballspieler.
Offenbacher konnte bereits als Jugendspieler die erfolgreichen Jahre der HSG Raiffeisen Bärnbach/Köflach Anfang der 2000er Jahre beobachten. Ebenfalls in jungen Jahren war der Rückraumspieler für das Jugend-Nationalteam des Jahrgangs 1988 und jünger aktiv.  Für die Saison 2015/16 lief Offenbacher für HiB Graz, in der Regionalliga auf. Gleich in seinem ersten Jahr gelang der Aufstieg in die spusu Challenge. Nachdem der Rückraumspieler 2016 seine Karriere beendet hatte, feierte er 2017 noch einmal ein kurzes Comeback bei HiB Graz.

## HLA-Bilanz
| Saison    | Verein                          | Spielklasse | Tore | 7-Meter      | Feldtore |
| --------- | ------------------------------- | ----------- | ---- | ------------ | -------- |
| 2010/11   | HSG Raiffeisen Bärnbach/Köflach | HLA         | 6    | 1/1          | 5        |
| 2011/12   | HSG Raiffeisen Bärnbach/Köflach | HLA         | 61   | 0/1          | 61       |
| 2012/13   | HSG Raiffeisen Bärnbach/Köflach | HLA         | 26   | 1/1          | 25       |
| 2013/14   | HSG Raiffeisen Bärnbach/Köflach | HLA         | 15   | 0/0          | 15       |
| 2014/15   | HSG Raiffeisen Bärnbach/Köflach | HLA         | 59   | 17/21        | 42       |
| 2010–2015 | gesamt                          | HLA         | 167  | 19/24 (79 %) | 148      |